# Regimento dos Dragões da Norrland
O Regimento dos Dragões da Norrland (em sueco Norrlands dragonregemente; também designado pela sigla K 4) é uma unidade de cavalaria do Exército da Suécia, aquartelada na localidade de Arvidsjaur, situada a 110 km a sul do Círculo Polar Ártico e  a 160 km a oeste da cidade de Luleå.

O regimento foi reativado em 2021, após uma decisão parlamentar em 2020 (riksdagens försvarsbeslut 2020).

Está vocacionado para combater em regiões subárticas difíceis, tanto na frente como no interior das linhas inimigas.

O seu pessoal é constituído por 200 efetivos, incluindo oficiais profissionais, militares em serviço permanente e funcionários civis.

## Galeria

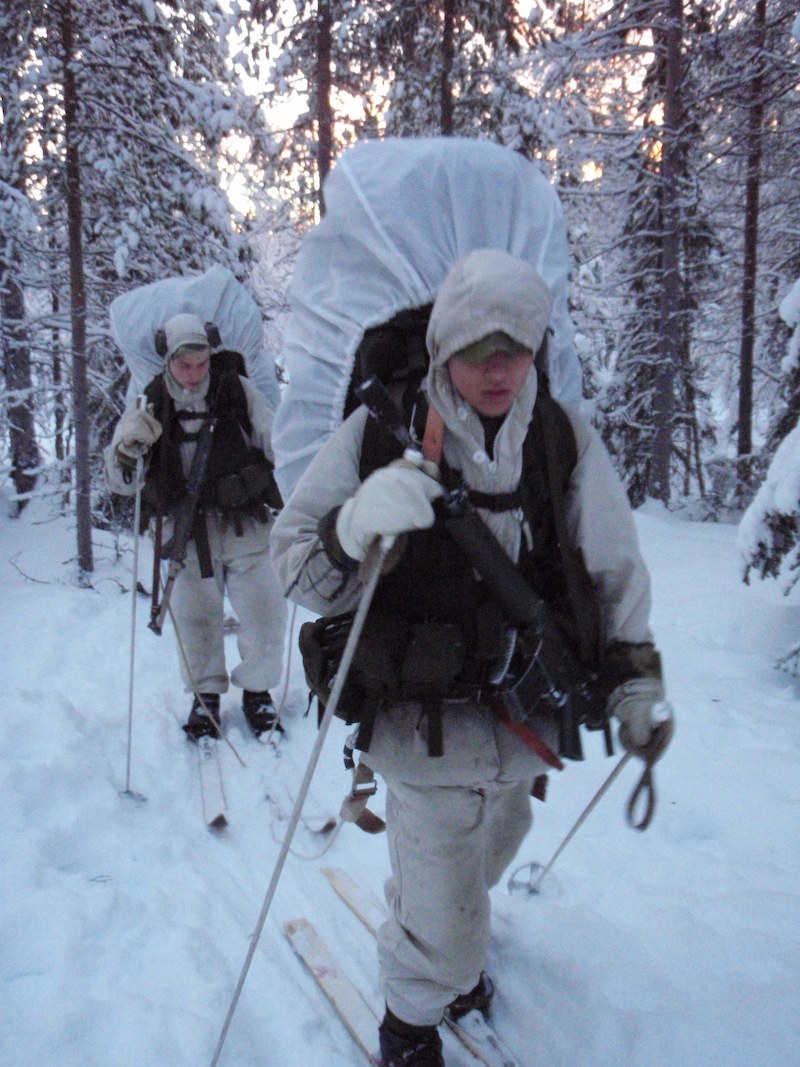
No terreno subártico
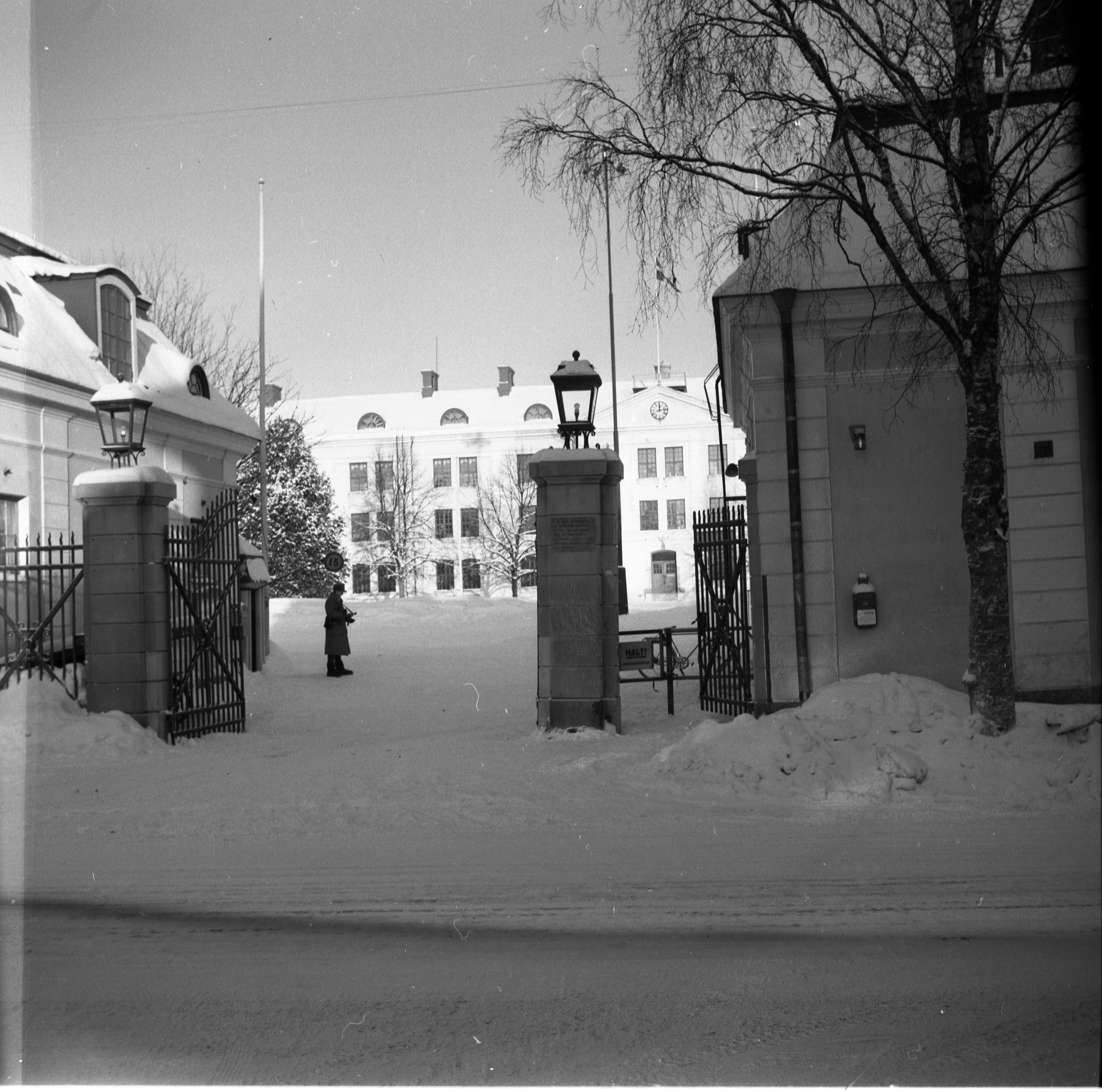
Quartel do regimento
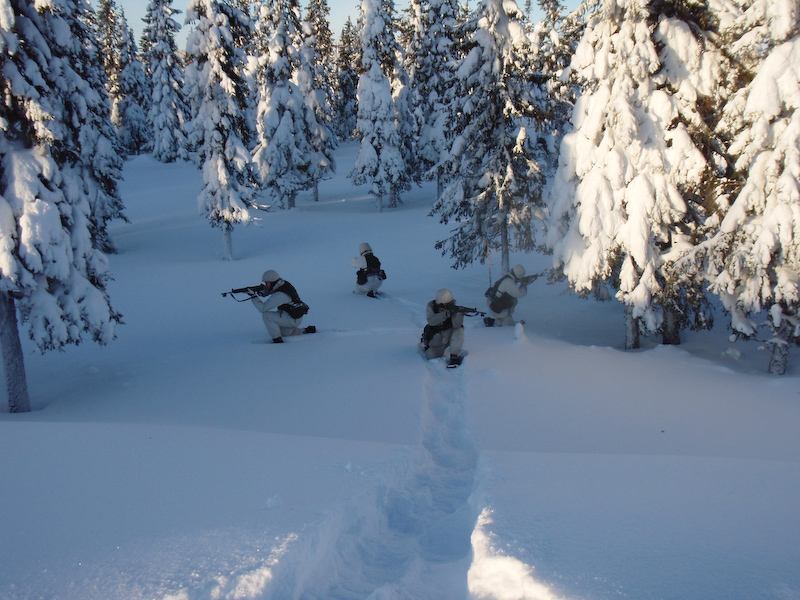
Manobra de inverno
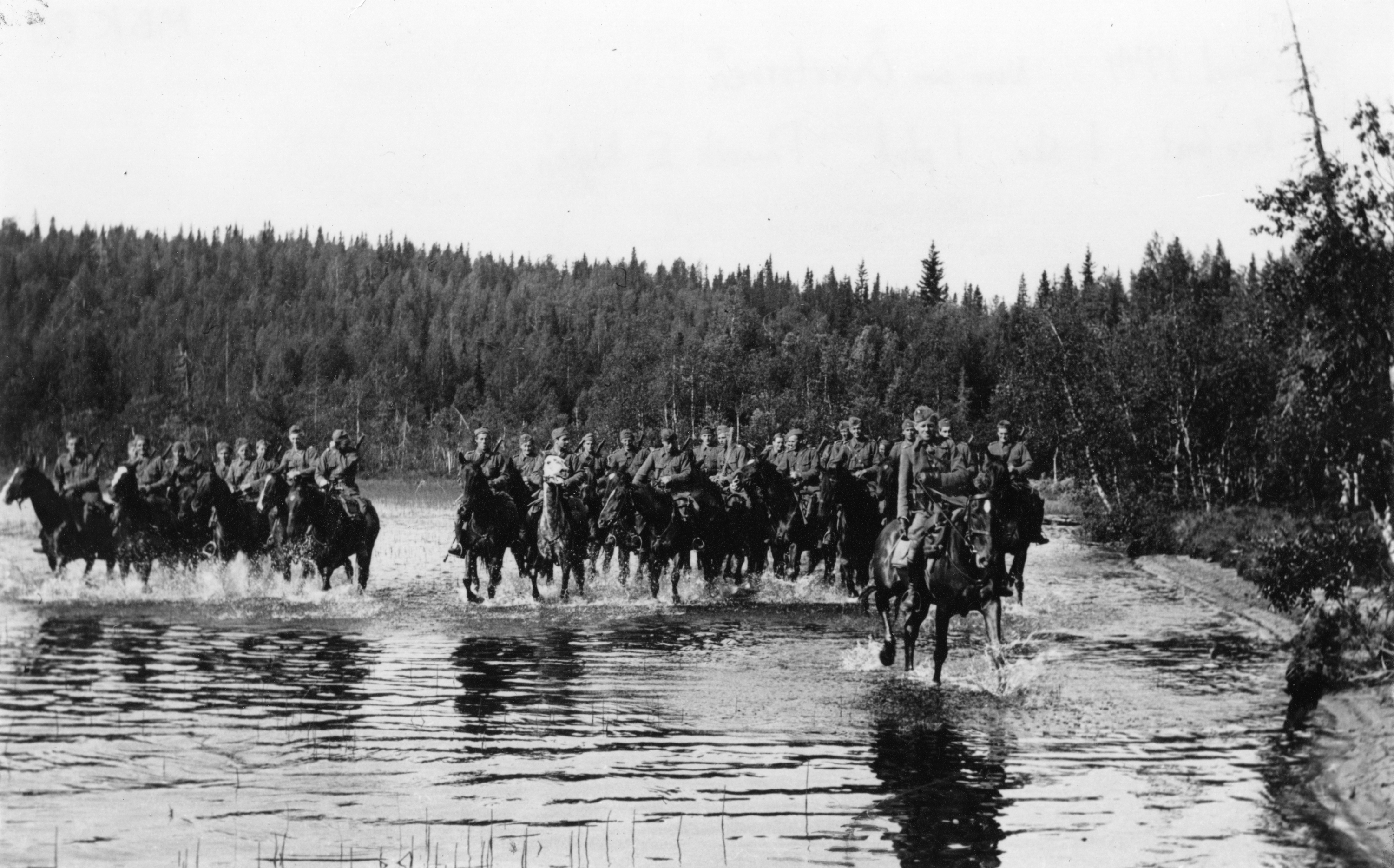
Em 1944